# Cottus duranii
Cottus duranii is een endemische vis die alleen voorkomt in de bovenlopen van de riveren Dordogne en Loire.
Deze vissoort behoort tot de 15 in Europa voorkomende soorten uit het geslacht Cottus. Dit zijn zoetwatervissen uit een familie van zowel zoet- als zoutwatervissen, de donderpadden.